# Чемпіонат світу з боксу 2005
Чемпіонат світу з боксу 2005 відбувався 13 - 20 листопада 2005 року в місті Мяньян у Китаї.
Україну представляли: Віталій Волков, Георгій Чигаєв, Максим Третяк, Дмитро Буленков, Олександр Ключко, Микола Семеняга, Сергій Дерев'янченко, Ісмаїл Сіллах, Андрій Федчук, Віталій Міхеєнко, В'ячеслав Глазков.

## Результати

### Медалісти
| Вагова категорія                 | Золото             | Срібло              | Бронза                                |
| Перша найлегша вага (-48 кг)     | Цзоу Шимін         | Пал Бедак           | Шералі Достієв Біржан Жакипов         |
| Найлегша вага (-51 кг)           | Лі Ок Сон          | Андрі Лаффіта       | Мірат Сарсембаєв Роші Воррен          |
| Легша вага (-54 кг)              | Гільєрмо Рігондо   | Рустамходжа Рахімов | Алі Аллаб Гері Расселл-молодший       |
| Напівлегка вага (-57 кг)         | Олексій Тищенко    | Олексій Шайдулін    | Юріоркіс Гамбоа Віорел Сіміон         |
| Легка вага (-60 кг)              | Йорденіс Угас      | Рамал Аманов        | Хабіб Аллахвердієв Доменіко Валентіно |
| Перша напівсередня вага (-64 кг) | Сєрік Сапієв       | Ділшод Махмудов     | Інокенте Фісс Еміль Магеррамов        |
| Напівсередня вага (-69 кг)       | Ерісланді Лара     | Магомед Нурудінов   | Бахтіяр Артаєв Нейл Перкінс           |
| Середня вага (-75 кг)            | Матвій Коробов     | Ісмаїл Сіллах       | Еміліо Корреа Мухаммед Хікал          |
| Напівважка вага (-81 кг)         | Ердос Жанабергенов | Марьо Шиволія       | Уткірбек Хайдаров Артак Малумян       |
| Важка вага (-91 кг)              | Олександр Алексєєв | Ельчин Алізаде      | Жасур Матчанов Александр Повернов     |
| Надважка вага (+91 кг)           | Одланьєр Соліс     | Роман Романчук      | Роберто Каммарелле Кубрат Пулєв       |

### Медальний залік
| Місце | Держава        |    |    |    | Разом |
| ----- | -------------- | -- | -- | -- | ----- |
| 1     | Куба           | 4  | 1  | 3  | 8     |
| 2     | Росія          | 3  | 1  | 1  | 5     |
| 3     | Казахстан      | 2  | 0  | 3  | 5     |
| 4     | КНР            | 1  | 0  | 0  | 1     |
| 4     | Південна Корея | 1  | 0  | 0  | 1     |
| 6     | Азербайджан    | 0  | 2  | 1  | 3     |
| 7     | Узбекистан     | 0  | 1  | 2  | 3     |
| 8     | Німеччина      | 0  | 1  | 1  | 2     |
| 8     | Болгарія       | 0  | 1  | 1  | 2     |
| 10    | Білорусь       | 0  | 1  | 0  | 1     |
| 10    | Хорватія       | 0  | 1  | 0  | 1     |
| 10    | Угорщина       | 0  | 1  | 0  | 1     |
| 10    | Україна        | 0  | 1  | 0  | 1     |
| 14    | США            | 0  | 0  | 2  | 2     |
| 14    | Італія         | 0  | 0  | 2  | 2     |
| 16    | Вірменія       | 0  | 0  | 1  | 1     |
| 16    | Єгипет         | 0  | 0  | 1  | 1     |
| 16    | Франція        | 0  | 0  | 1  | 1     |
| 16    | Англія         | 0  | 0  | 1  | 1     |
| 16    | Румунія        | 0  | 0  | 1  | 1     |
| 16    | Таджикистан    | 0  | 0  | 1  | 1     |
| Разом | 21 держава     | 11 | 11 | 22 | 44    |